# 舍夫琴科韋 (瓦西利基夫卡區)
48°10′50″N 36°13′4″E / 48.18056°N 36.21778°E
舍夫琴科韋（烏克蘭語：Шевченкове），是烏克蘭的村落，位於該國中部第聶伯羅彼得羅夫斯克州，由瓦西利基夫卡區負責管轄，距離克拉斯諾曉科韋1公里和斯維里多韋1.5公里，2001年人口601。